# Löwenkopfbrücke
Die Löwenkopfbrücke ist eine Brücke über die Berlin-Hamburger Bahn bei Streesow (Ortsteil der Gemeinde Karstädt im Nordwesten des Landkreises Prignitz). Die im Jahr 1846 gebaute denkmalgeschützte Brücke aus der Frühzeit der Eisenbahnen zählt zu den ältesten Brücken über Eisenbahnstrecken, möglicherweise sogar als die älteste erhaltene Brücke über Bahnstrecken in Deutschland.

## Lage
Die Brücke liegt westlich des Dorfes Streesow auf dem Gebiet der Gemeinde Karstädt in der Prignitz im Nordwesten des Landes Brandenburg am Streckenkilometer 151,272 der Berlin-Hamburger Bahn. Über die Brücke führt die Straße von Streesow nach Bootz.

## Geschichte

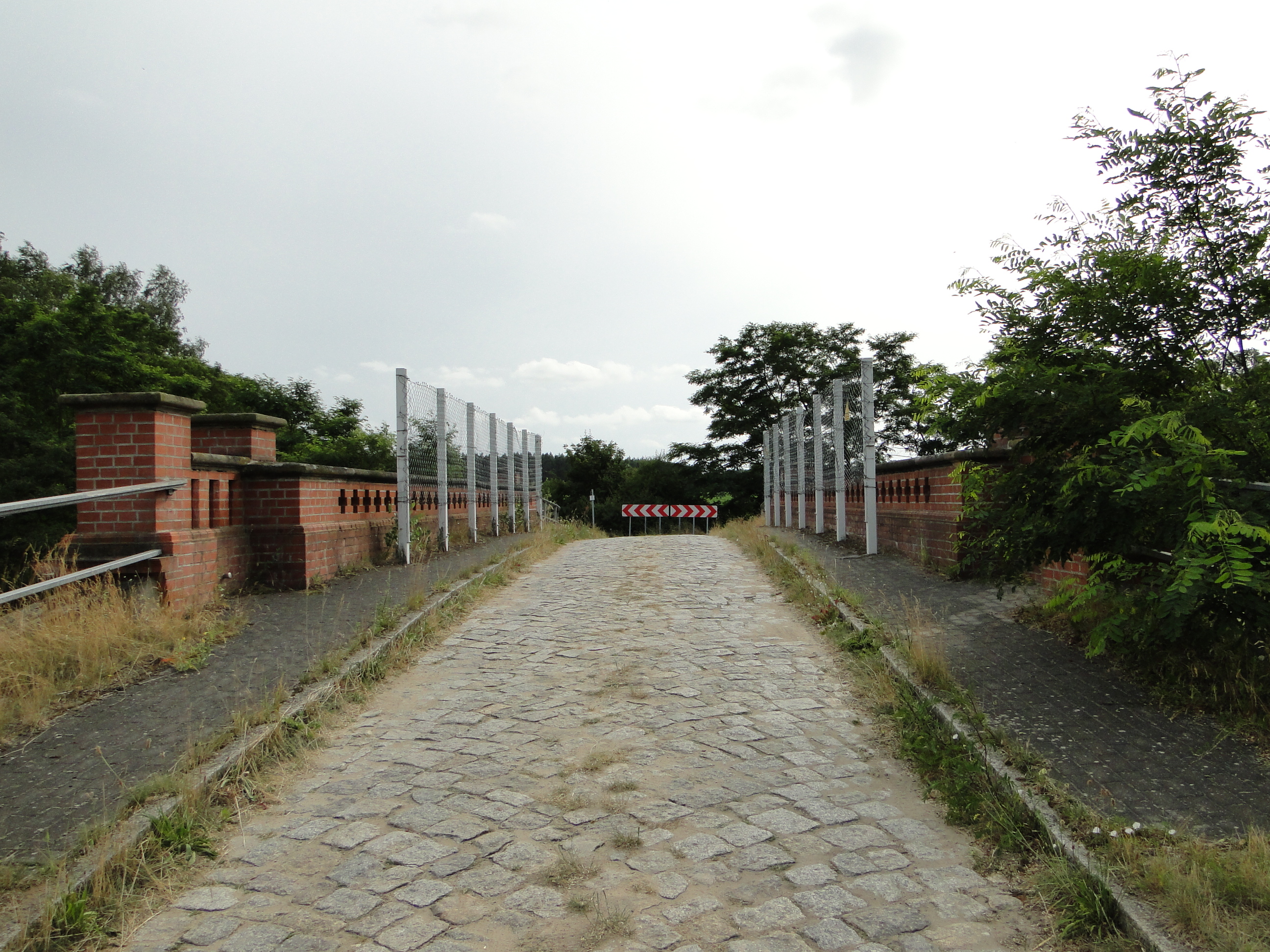
Straße auf der Brücke mit historischem Belag

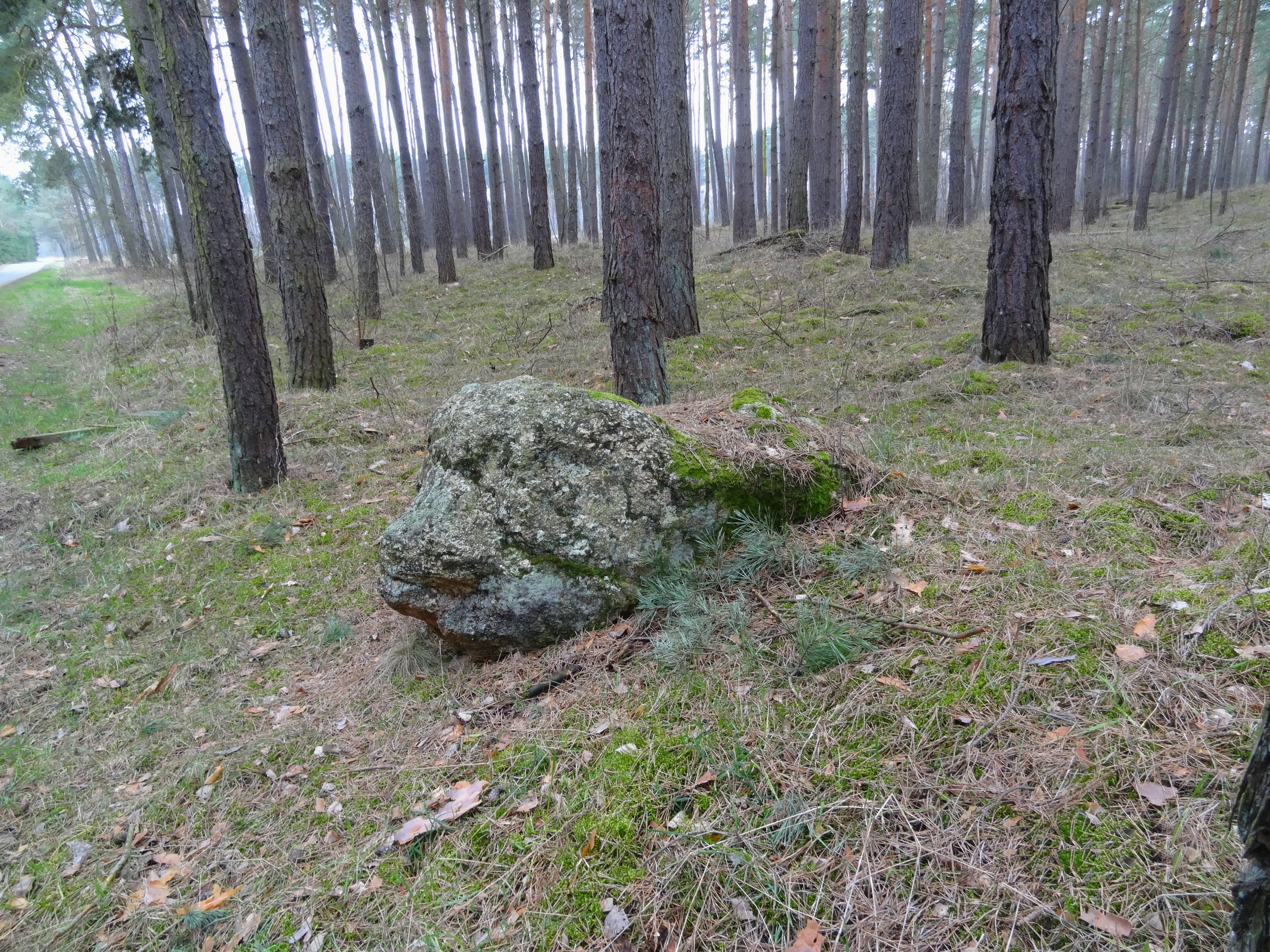
Löwenkopfstein am Wegesrand nach Bootz

Die Brücke wurde mit der Berlin-Hamburger Bahn im Jahr 1846 erbaut. Der Name der Brücke bezieht sich einerseits auf die beiden Löwenköpfe, die auf beiden Seiten als Verzierung an der Brücke angebracht sind, andererseits auf den historischen Flurnamen Löwengrund. Westlich der Brücke an der Straße Richtung Bootz liegt ein Stein, der wie ein Löwenkopf aussieht. Über die Herkunft des Steines wie auch über Verbindungen zwischen Stein und Brücke besteht keine eindeutige Meinung.
Seit dem 10. November 1982 steht die Brücke unter Denkmalschutz. Im Jahr 1986 wurde das Gleisbett im Bereich der Brücke im Zusammenhang mit Vorarbeiten zur Elektrifizierung der Strecke auf einer Länge von etwa 800 Metern abgesenkt. In den folgenden Jahren wurde jedoch klar, dass diese Lösung sich nicht bewährt hatte, da sich in diesem Abschnitt bei Regen Wasser sammelte. Im Rahmen des Streckenausbaus Anfang der 1990er Jahre wurde stattdessen die Brücke zunächst abgetragen und anschließend in höherer Lage Stein für Stein neu aufgebaut. Auch der alte Fahrbahnbelag wurde wieder eingebaut.

## Die Brücke

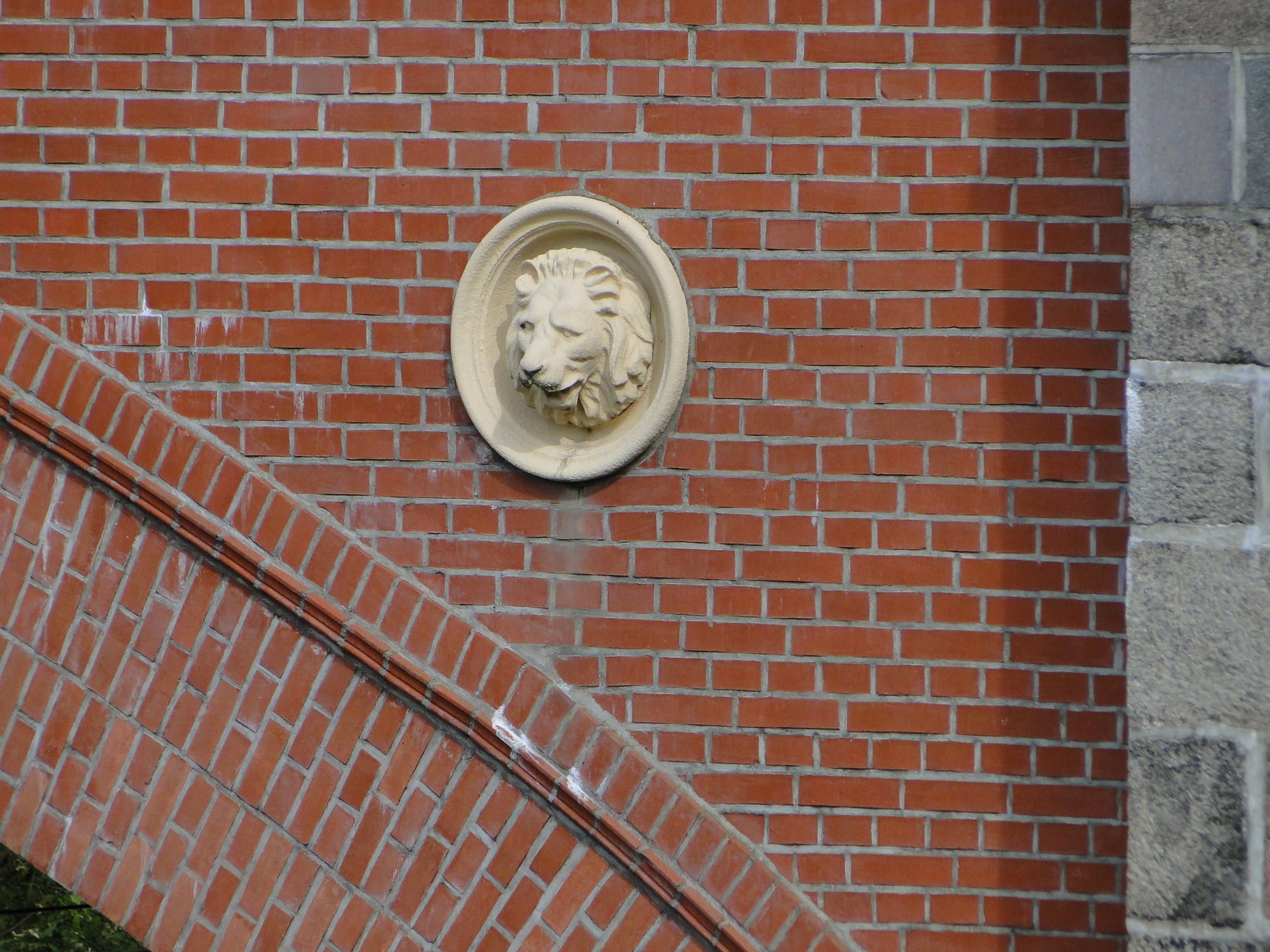
Löwenkopfrelief an der Brücke

Der Bereich über den beiden Gleisen besteht aus einem Segmentbogen, der aus Ziegeln gemauert ist. Zwei Löwenköpfe an jeder Seite zieren die Brücke, die 1846 erbaut wurde und an den Beginn des Eisenbahnzeitalters erinnert. Die Flügelwände und die Sichtflächen der Widerlager sind aus Granit-Quadermauerwerk gefertigt. Die beiden Löwenköpfe auf beiden Seiten der Brücke sind Medaillonreliefs aus hellem Gusseisen in Sandsteinimitation. Beide Stirnwände sind durch einen Mauerwerksstreifen mit Schmuckrosetten gegliedert.